# Жартитобинський сільський округ (Сузацький район)
Жартито́бинський сільський округ (каз. Жартытөбе ауылдық округі, рос. Жартытобинский сельский округ) — адміністративна одиниця у складі Сузацького району Туркестанської області Казахстану. Адміністративний центр — село Жартитобе.
Населення — 3650 осіб (2021; 3305 у 2009, 3339 у 1999, 3648 у 1989).
Станом на 1989 рік існувала Жартитобинська сільська рада (села Акколтик, Бабаата, Жартитобе, Таскомірсай). 2015 року ліквідовано село Таскомірсай.

## Склад
До складу округу входять такі населені пункти:
| Населений пункт   | Колишні назви | Населення, осіб (1989) | Населення, осіб (1999) | Населення, осіб (2009) | Населення, осіб (2021) |
| ----------------- | ------------- | ---------------------- | ---------------------- | ---------------------- | ---------------------- |
| Акколтик, село    | -             | 1201                   | 952                    | 977                    | 1033                   |
| Бабаата, село     | -             | 836                    | 914                    | 941                    | 980                    |
| Жартитобе, село   | -             | 1528                   | 1463                   | 1364                   | 1637                   |
| Таскомірсай, село | -             | 83                     | 10                     | 23                     | -                      |